# Gurlewo
Gurlewo (ros. Гурлево) – wieś w Rosji, w rejonie czerepowieckim obwodu wołogodzkiego. W 2010 liczyła 8 mieszkańców.